# Interactive Awards

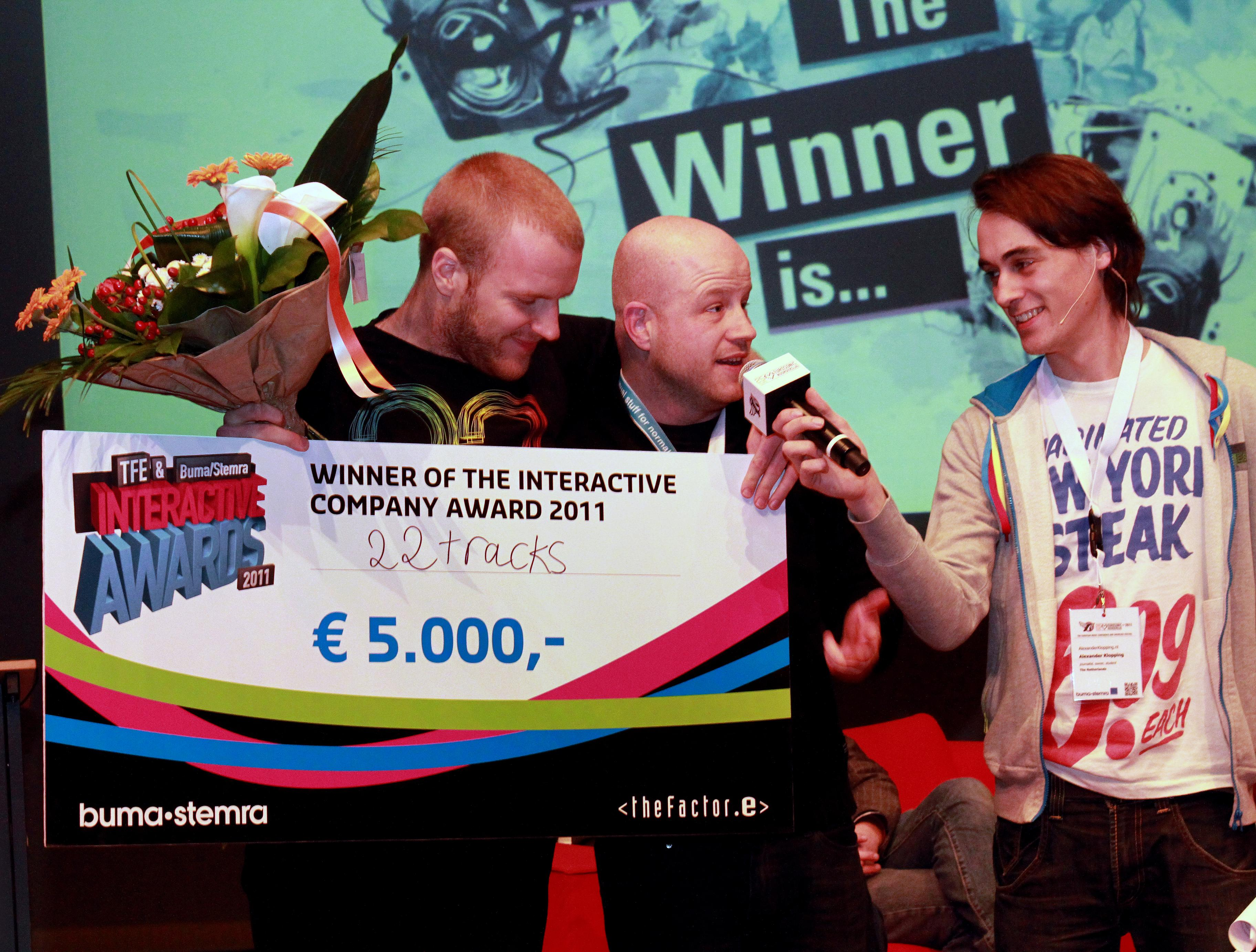
22tracks wint The Interactive Company Award 2011 - by Jack Tillmanns

De Interactive Awards zijn Nederlandse prijzen voor artiesten, bands en muziekorganisaties die internet op een originele manier inzetten om (hun) muziek te vermarkten. Sinds 2008 worden de Interactive Awards elk jaar in januari uitgereikt tijdens The European Music Conference and Showcase Festival Eurosonic Noorderslag (The European Music Conference and Showcase Festival) in de Nederlandse stad Groningen. De prijs is bedoeld om Europees talent te stimuleren en artiesten of bands in de schijnwerpers te zetten die op interactief gebied inspirerend zijn voor anderen. Er worden tijdens de Interactive Awards twee prijzen uitgereikt, namelijk de Company Award en de Artist Award. De Artist Award is bedoeld om bands of artiesten met bijzondere online initiatieven in de schijnwerpers te zetten. Aan de prijs is een bedrag van 5000 euro verbonden. De Company Award is opgezet ter ondersteuning van online (muziek)portals en is sinds 2010 aan de Interactive Awards toegevoegd. De Interactive Awards zijn een initiatief van internetbureau theFactor.e en auteursrechtenorganisatie Buma/Stemra. De Interactive Awards worden gehost door Eurosonic Noorderslag.

## Winnaars
2013
- Artist Award: BLØF
- Company Award: Vyclone

2012
- Artist Award: Only Seven Left
- Company Award: Mobile Roadie

2011
- Artist Award: Palomine
- Company Award: 22tracks

2010
- Artist Award: Krause
- Company Award: Sellaband

2009
- Artist Award: Silence is Sexy

2008
- Artist Award: VanKatoen